# Hanga Roa
Hanga Roa – stolica i jedyne miasto na Wyspie Wielkanocnej. Znajduje się ono na południowym zachodzie wyspy. Populacja wynosi 3304 osoby (według spisu powszechnego z 2002 roku), co stanowi ponad 87% ludności całej wyspy. Znajduje się tu jedyne lotnisko na wyspie – port lotniczy Mataveri.